# Nový Malín
Nový Malín (niem. Frankstadt an der Mährischen Grenzbahn, Neu Malin) – gmina w Czechach, w powiecie Šumperk, w kraju ołomunieckim. Według danych z dnia 1 stycznia 2012 liczyła 3244 mieszkańców.
Dzieli się na trzy części:
- Nový Malín
- Mladoňov
- Plechy

## Historia

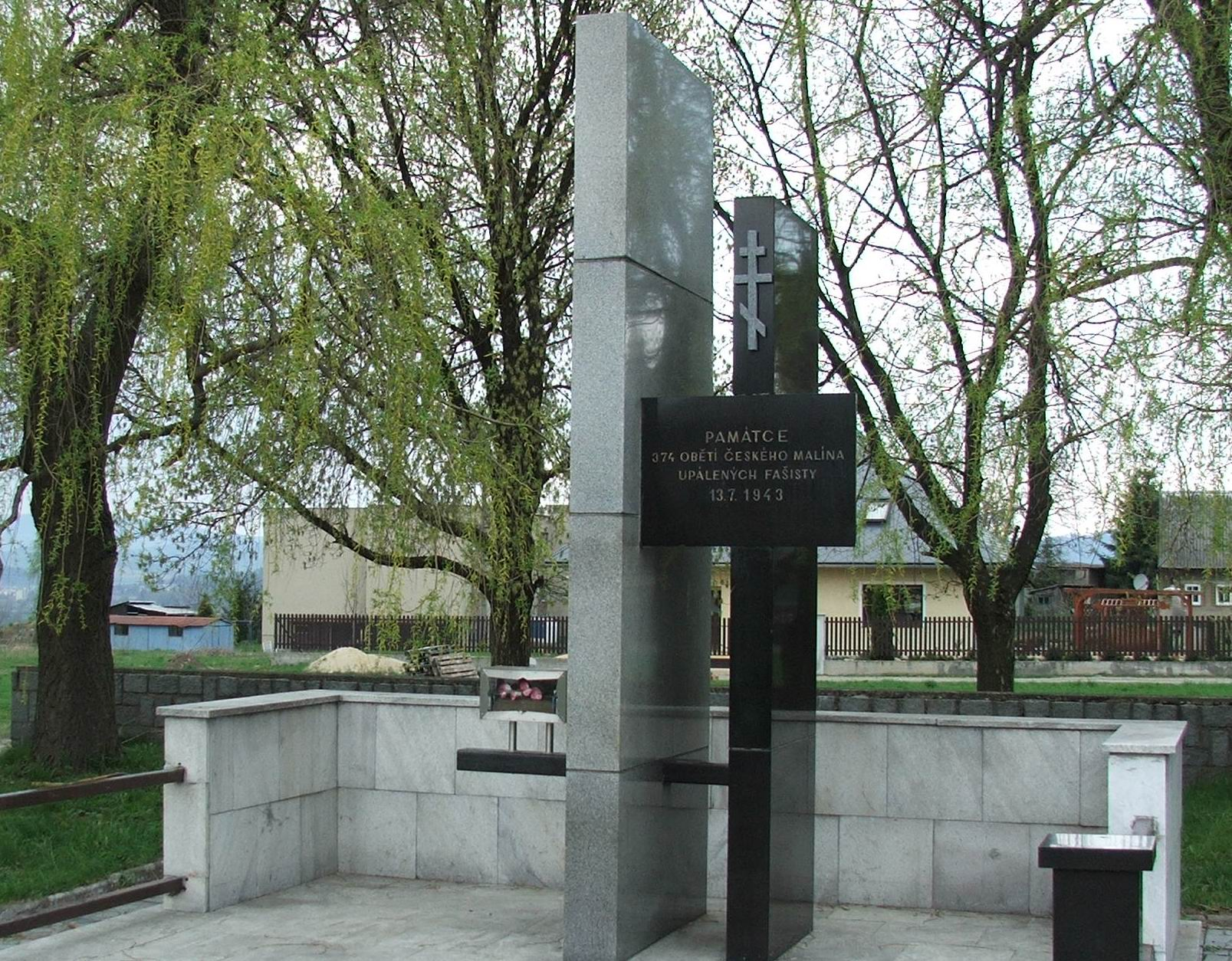
Nowy Malin, pomnik pomordowanych we wsi Czeski Malin

Gmina Frankštát została 13 lipca 1947 przemianowana na Nový Malín dla upamiętnienia zamordowanych 13 lipca 1943 we wsi Czeski Malin (Malin Kolonia) na Wołyniu.